# Concessionária de automóveis

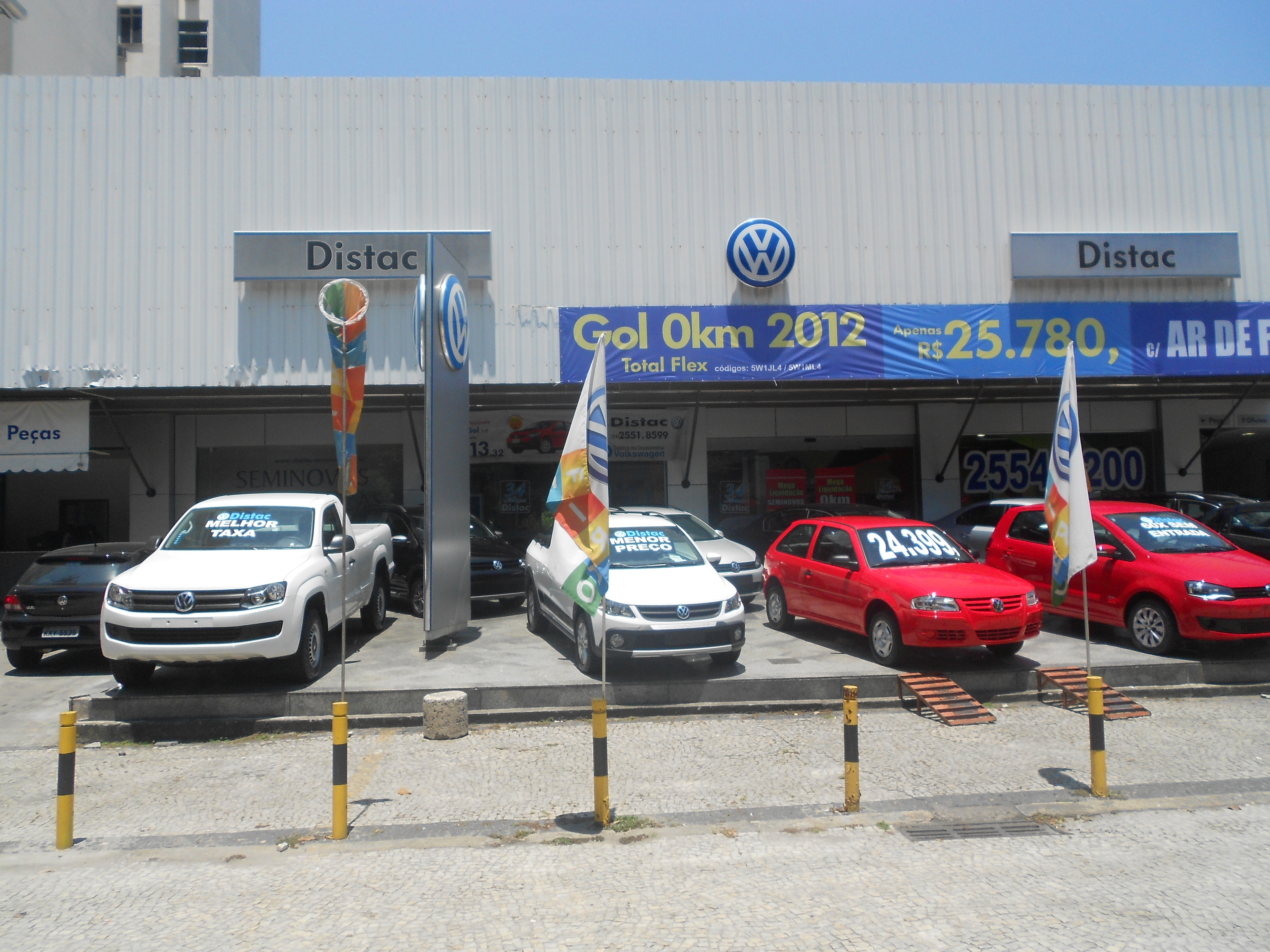
Concessionária brasileira da marca Volkswagen, no Rio de Janeiro.

Uma concessionária de automóveis é uma empresa que vende carros novos ou usados, no nível do varejo, com base em um contrato de concessionária com uma montadora ou sua subsidiária de vendas. As concessionárias de automóveis também costumam vender peças de reposição e serviços de manutenção automotiva.

## Concessionárias de carros multimarcas
As concessionárias multimarcas vendem carros de montadoras diferentes. Algumas são especializadas em veículos elétricos.